# Cosmin Necula
Cosmin Necula (n. 13 august 1978, Bacău, România) este un fost primar al municipiului Bacău, ales în 2016 din partea Partidului Social Democrat.

## Experiență profesională
| Perioada                        | Funcția sau postul ocupat                                                  | Angajator                                |
| ------------------------------- | -------------------------------------------------------------------------- | ---------------------------------------- |
| decembrie 2012 - iunie 2016     | Deputat în Parlamentul României                                            | Parlamentul României, Camera Deputaților |
| august 2012 - decembrie 2012    | Asistent teritorial                                                        | Parlamentul Europei, Bruxelles           |
| februarie 2009 - octombrie 2009 | Consilier de stat cu rang de Secretar de stat la cabinetul Vicepremierului | Guvernul României                        |
| 2005 - 2012                     | Șef cabinet parlamentar                                                    | Parlamentul României, Camera Deputaților |
| 2003 - 2004                     | Asistent Prefect - Corpul de control al Prefectului                        | Instituția Prefectului Județul Bacău     |
| 2002 - 2003                     | Consilier juridic                                                          | Instituția Prefectului Județul Bacău     |
| 2002                            | Asistent legal                                                             | Clinica Juridică Bacău                   |

## Educație și formare[2]
| Perioada                         | Calificare/diploma obținută                             | Numele și tipul instituției de învățământ/furnizorului de formare                                                      |
| -------------------------------- | ------------------------------------------------------- | --- |
| septembrie 2009 - februarie 2010 | Diplomă de absolvire - "Securitate națională"           | Colegiul Național de Informații - Academia Națională de Informații "Mihai Viteazul’’ a Serviciului Român de Informații |
| martie 2009 - octombrie 2009     | Diplomă de absolvire - "Politică externă și diplomație" | Institutul Diplomatic Român - Ministerul Afacerilor Externe                                                            |
| martie 2009 - septembrie 2009    | Diplomă de absolvire - "Securitate și bună guvernare"   | Colegiul Național de Apărare, Universitatea de Apărare Carol I, București                                              |
| 2006 - 2007                      | Master în "Drept privat internațional"                  | Universitatea "Alexandru Ioan Cuza" Iași                                                                               |
| 2001                             | Licențiat în drept                                      | Facultatea de Drept , Academia de Poliție "Alexandru Ioan Cuza" București                                              |
| 1992 - 1996                      | Diplomă de bacalaureat                                  | Colegiul Național "Vasile Alecsandri" Bacău                                                                            |